# Porzellanmanufaktur Nymphenburg
Porzellanmanufaktur Nymphenburg är en porslinsfabrik, anlagd 1747 i Neudeck in der Au utanför München.
Fabriken hade till en början inga större framgångar. En vändning till det bättre inträdde 1753, då Wienkemisten Josef Jakob Ringler kallades till fabriken. Samtidigt övergick fabriken i statlig ägo. 1752 anställdes Franz Anton Bustelli som modellmästare vid fabriken. Bustelli var en av rokokotidens främsta modellörer, och det var han som skapade de graciösa grupper av damer med kavaljerer och figurer ur commedia dell'arte, puttis, musicerande kineser med mera som fabriken kom att bli berömd för.
1761 flyttades fabriken till Nymphenburg. Sedan Bustelli avlidit 1763 efterträddes han av den tjeckiske modellören Dominik Aulicek, som i sin formgivning mera inspirerades av klassicismen. Förutom antika gudar och mytologiska motiv var jaktscener ett populärt motiv för Aulicek. Aulicek efterträddes 1797 av Johann Peter Melchior som tidigare arbetat vid Höchster Porzellanmanufaktur och Frankenthalmanufakturen, där han stannade till sin pensionering 1822.